# Brod nad Tichou
Brod nad Tichou település Csehországban, Tachovi járásban. Brod nad Tichou Planá, Chodský Újezd, Kočov és Lom u Tachova településekkel határos. Lakosainak száma 255 fő (2024. január 1.).

## Népesség
A település lakosságának változását az alábbi diagram mutatja:
| Lakosok száma | 419  | 455  | 445  | 263  | 250  | 234  | 251  | 257  | 225  | 255  |
|               | 1869 | 1900 | 1921 | 1961 | 1980 | 2011 | 2016 | 2019 | 2021 | 2024 |